# Нальдини, Пьетро Паоло
Пьетро Паоло Нальдини (итал. Pietro Paolo Naldini; 10 июня 1616, Рим — 7 февраля 1691, Рим) — скульптор итальянского барокко.
Документальных данных о жизни и творчестве скульптора сохранилось мало. Известно, что он был третьим из пяти сыновей скульптора Джован Баттисты Нальдини и Вирджинии Мари, и родился в Риме 10 июня 1616 года. Члены семьи занимались скульптурой как минимум два поколения. Отец отдал Пьетро Паоло в мастерскую живописца Андреа Сакки, где он оставался по крайней мере до 1636 года, когда туда прибыл Карло Маратта, с которым у него сложилась прочная и плодотворная дружба.
После ученичества у Сакки Нальдини отказался от живописи в пользу скульптуры и около 1645 года перешёл в мастерскую своего дяди Бальдассаре, сотрудника Джан Лоренцо Бернини и Алессандро Альгарди.
С 1652 года Нальдини — член Академии Святого Луки, где он занимал разные ответственные должности. В 1654 году он был среди «Виртуозов Пантеона».
Его наиболее известные произведения: фигура Святой Пракседы и Святой Пуденцианы в церкви Санта-Мария-дель-Пополо, скульптура Ангела с игральными костями и Ангела с терновым венцом (копия модели Бернини) на Мосту Святого Ангела в Риме (между 1669 и 1671).
Скульптора Пьетро Паоло Нальдини часто путают с его полным тёзкой, живописцем Пьетро Паоло, или просто Паоло, Нальдини, учеником Пьетро да Кортоны.

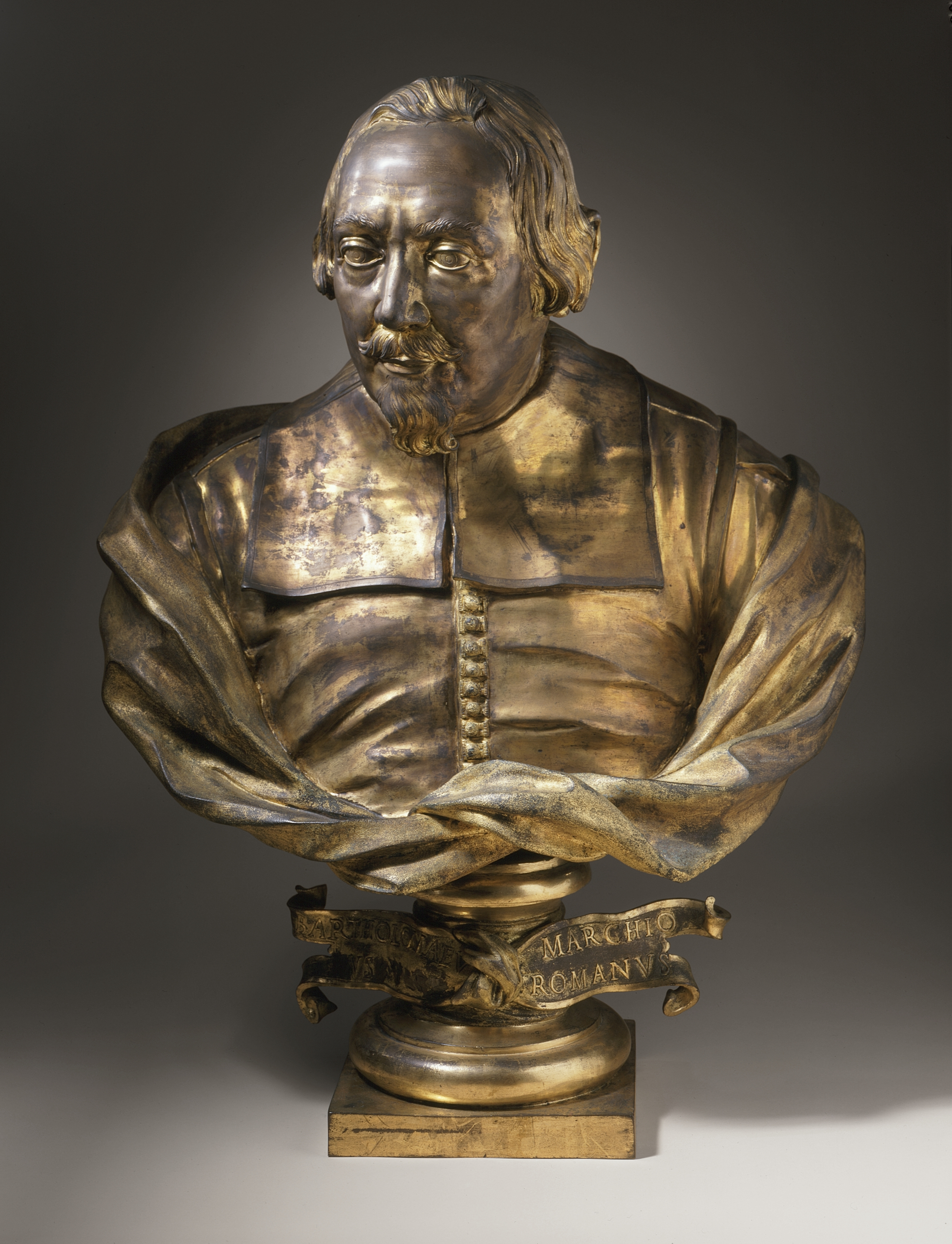
Портрет маркиза Бартоломео Русполи. Между 1670 и 1680. Бронза. Музей искусств округа Лос-Анджелес, Лос-Анджелес, США
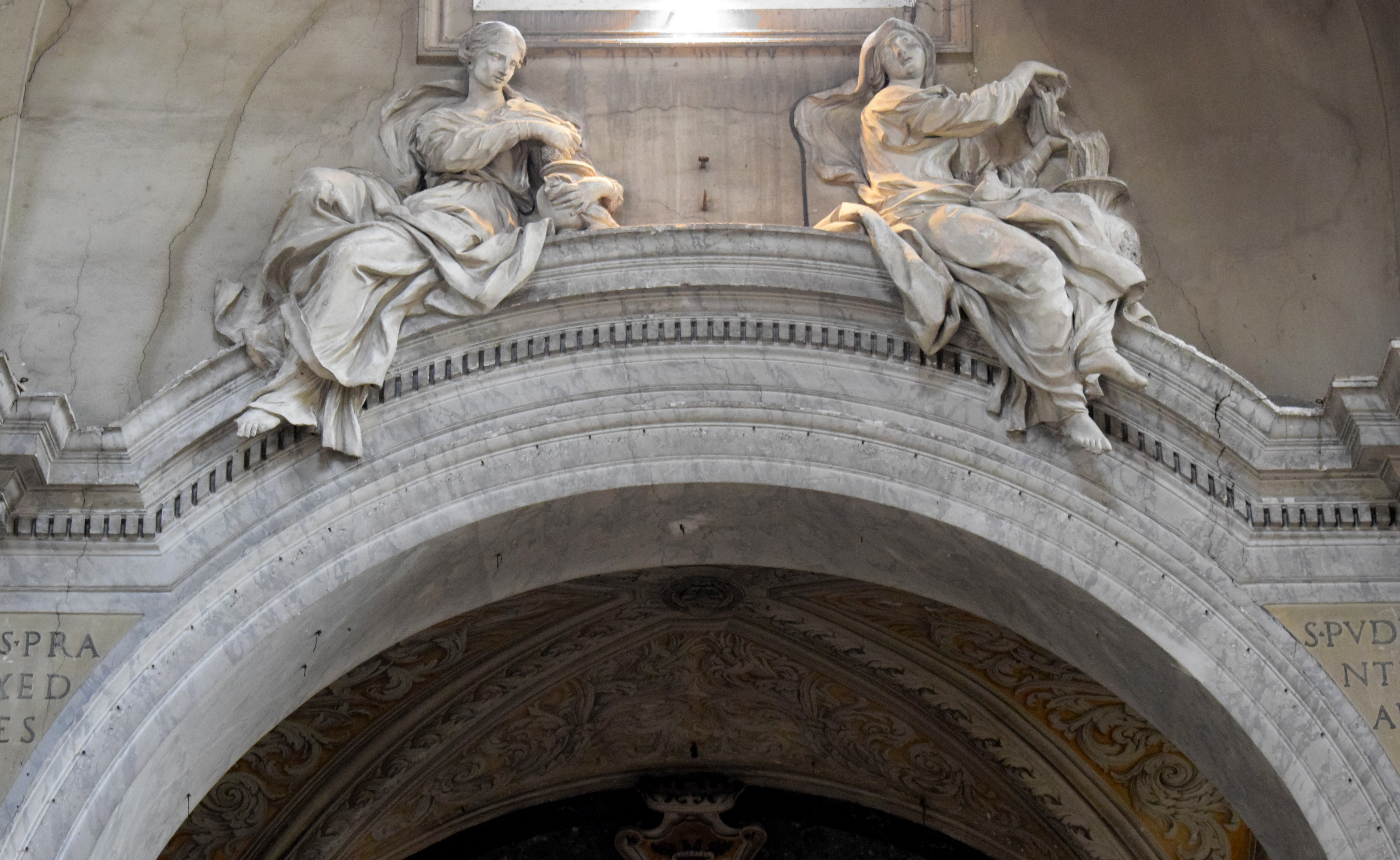
Святая Пракседа и Святая Пуденциана. Арка нефа церкви Санта-Мария-дель-Пополо. 1655. Стукко (гипс). Рим
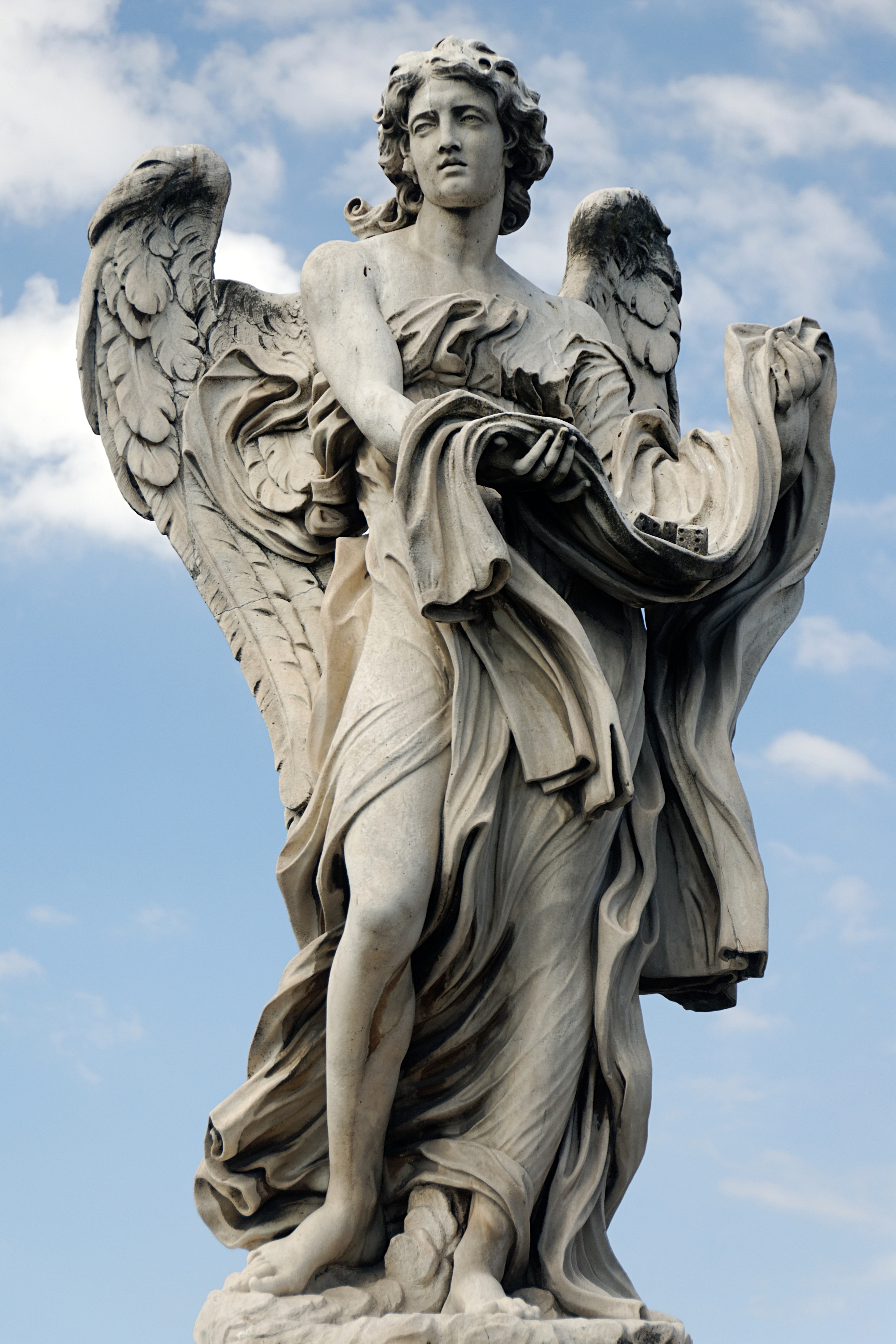
Ангел с игральными костями. Мост Святого Ангела. Между 1669 и 1671. Рим
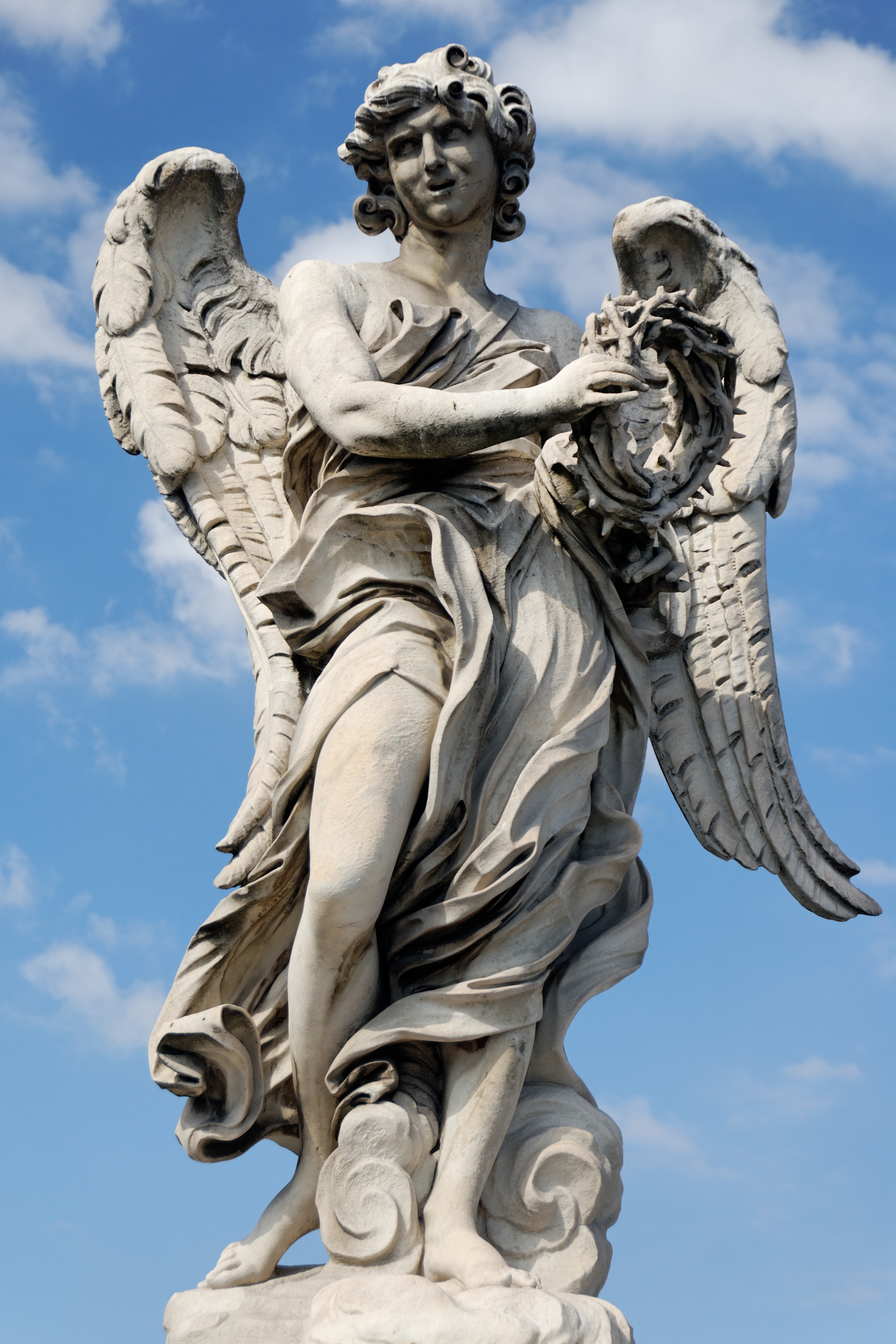
Ангел с терновым венцом. По модели Бернини. Мост Святого Ангела. Между 1669 и 1671. Рим
Два ангела и херувимы, несущие образ Христа. Между 1669 и 1670. Терракота. Художественный музей Кливленда, Кливленд, США